# لیزا بینز
لیزا بِینز (انگلیسی: Lisa Banes؛ زادهٔ ۹ ژوئیهٔ ۱۹۵۵ – درگذشتهٔ ۱۴ ژوئن ۲۰۲۱) یک هنرپیشه اهل ایالات متحده آمریکا بود. وی از سال ۱۹۸۰ تا ۲۰۲۱ میلادی مشغول فعالیت بود.

## گزیده فیلم‌شناسی
از فیلم‌ها یا برنامه‌های تلویزیونی که وی در آن نقش داشته‌است می‌توان به آثار زیر اشاره کرد.
- دختر گم‌شده